# Bellus István
Bellus István Péter (Miskolc, 1967. december 3. –) magyar humorista.

## Pályafutása
Számítástechnikai eszközök kereskedelmével foglalkozott, 2007-ben a miskolci Szinvapark bevásárló központtal közösen elindították a Szinvaparki Humorfalatok című műsort, amely azóta is sikeres. Erdei Sándor (ismertebb nevén Rokker Zsoltti) biztatására néhányszor fellépett. Ismeretlen indulóként – még ebben az évben – döntőig jutott az ATV Humorbajnokság című vetélkedőjében, ahol végül a negyedik helyen végzett. Már ekkoriban indítja internetes álhír-magazinját, amit blog formájában a mai napig ír és szerkeszt (Magazinblog). 
2008 márciusában, Litkai Gergely meghívására a Godot Dumaszínház tagja lett, ami a stand-up comedy műfaj hazai fellegvára. A budapesti Mikroszkóp Színpad műsorában bemutatták egyik jelenetét, de publikál a Borsod Megyei Rendőr-főkapitányság Privát Kék Hírek című újságjában is. 
2008 őszén debütált az MR1-Kossuth Rádió Kabaréklubjában, azóta a Rádiókabaré szerzője és előadója. 2009-től – köszönhetően többek között Varga B. Tamásnak – a Gálvölgyi Show írója, valamint állandó szereplője a Comedy Central bemutatja című stand-up műsornak. Még ugyanebben az évben bemutatkozott az RTL Klub sikerműsorában, a Showder Klubban. 
2016-ban P.S.T művésznéven Kívánságszatyor címmel egy zeneszámot jelentetett meg az ugyanezen névre hallgató Kívánságkosár paródiájához, melyet az Aktív Rádió és az Ozone FM is lejátszott. Ezután megjelent a szám remix változata, melyet szintén ő készített, de immáron Bellano néven. 
Miskolcon él, elvált. Lánya, Fanni, szerepelt az Irigy Hónaljmirigy egyik tévéműsorában.

## Munkái

### Tévéműsorok
- Humorfesztivál, ATV, 2007 (előadó)
- Gálvölgyi-show, RTL Klub, 2009-től (szerző)
- Comedy Central bemutatja, Comedy Central, 2009-től (előadó)
- Showder Klub, RTL Klub, 2009 (előadó)
- A Konyhafőnök VIP RTL Klub, 2022 (versenyző)